# Коді Сімпсон
Коді Роберт Сімпсон (англ. Cody Robert Simpson; нар. 11 січня 1997) — австралійський співак, автор пісень, музикант, танцюрист і актор з Голд-Кост, штат Квінсленд, який співпрацює з американським лейблом Atlantic Records. Йому належить рекорд-лейбл під назвою Coast House Records.

## Дитинство
Коді Сімпсон народився в Голд-Кост, штат Квінсленд, Австралія, в родині Бреда і Енджі Сімпсон. У нього є молодші брат і сестра — Том і Еллі. Сімпсон виграв дві золоті медалі на чемпіонаті з плавання Квінсленда. Сімпсон навчання в Маямі в Клубі плавання під керівництвом тренера Кена Ніксона. Мати Сімпсона Енджі працювала добровольцем в клубі.
Сімпсон почав записувати пісні в своїй спальні протягом літа 2009 року та публікувати їх на YouTube. Зокрема, він виконав пісні Джейсона Мреза «I'm Yours», Джастіна Тімберлейка «Cry Me a River» і «Senorita», The Jackson 5 «I Want You Back», і свої власні пісні, «One» і «Perfect». Згодом його на YouTube помітив Шон Кемпбелл.

## Кар'єра

### 2009–11: Початок кар'єри,4 U, іCoast to Coast

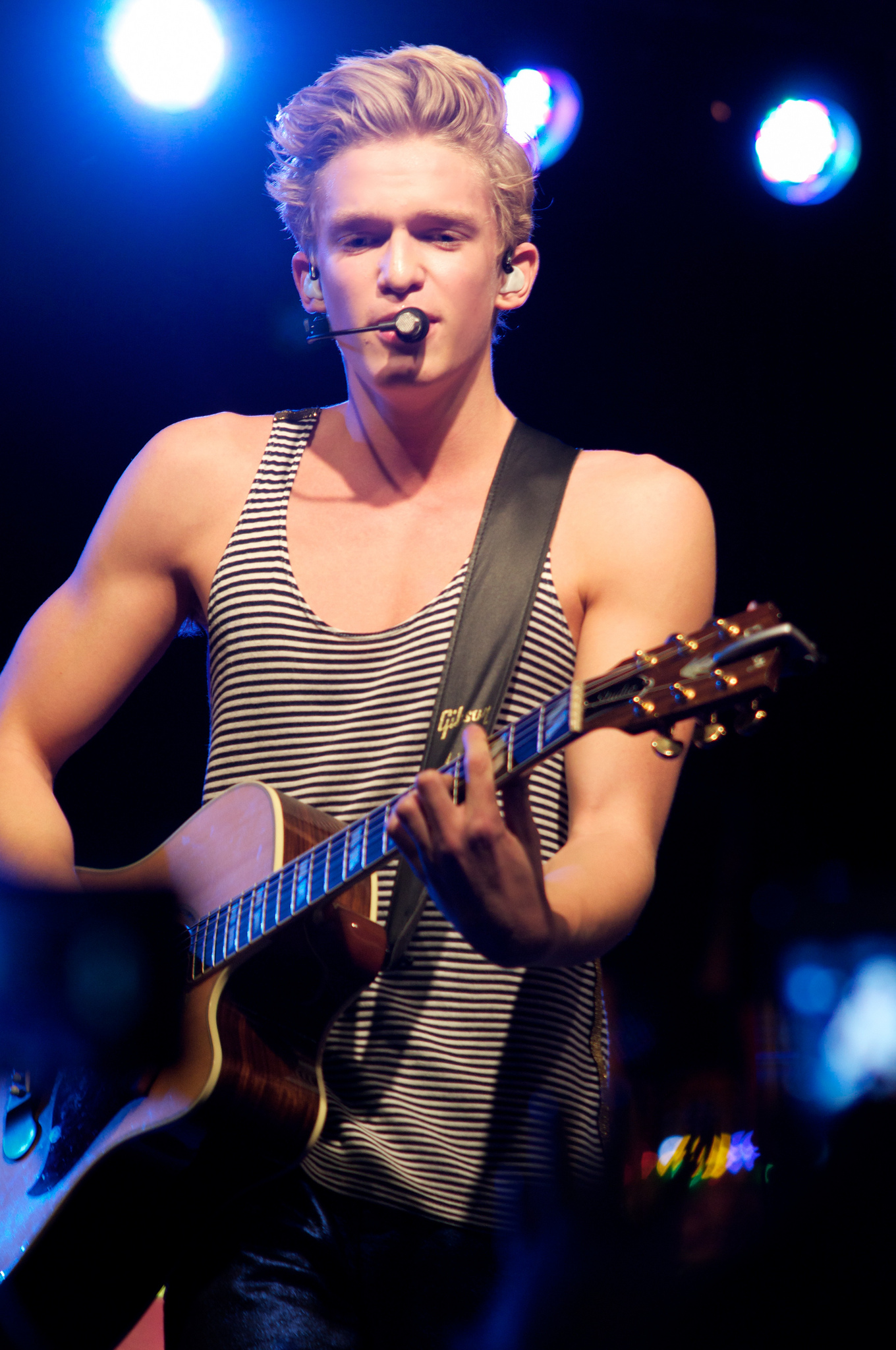
Сімпсон виступає на Nevada Wild Fest 25 жовтня 2012.

Він випустив свій дебютний сингл «iYiYi», спільно з американським репером Flo Rida, 15 травня 2010 року. Музичне відео на другий сингл Сімпсона «Summertime» вийшло 20 вересня 2010 року. Сімпсон разом зі сім'єю переїхав у Лос-Анджелес в червні 2010 року, щоб записати свої пісні на Atlantic Records Шона Кемпбелла. У тому ж місяці, Сімпсон взяв участь у ранковому шоу Sunrise. 22 червня 2010 було анонсовано, що Сімпсон братиме участь в Camplified 2010 Tour, разом з іншими артистами, гастролюючи на всій території Сполучених Штатів. Тур розпочався 5 липня 2010 і закінчився 14 серпня 2010 року. Інші тури цього ж року включали тур середніми школами, що проходив з жовтня по листопад 2010 року і охопив 9 штатів США. Міні-альбом Сімпсона 4 U був виданий 21 грудня 2010 року. До міні-альбому увійшло п'ять треків, чотири з яких раніше не видавалися. Сімпсон записав ремейк пісні The Strangeloves «I Want Candy» як головну музичну тему для анімаційного фільму Гоп. У травні 2011 року Сімпсон став жертвою яєчної атаки під час живого виступу в Westfield Miranda в Сіднеї. Сімпсон сказав в ефірі австралійського радіо-шоу The Kyle and Jackie O Show, що він насправді не постраждав від яйця, проте, засмутив своїх шанувальників, тому що інша частина шоу була скасована з міркувань безпеки.
Мініальбом Coast to Coast вийшов 20 вересня 2011 року на лейблі Atlantic Records. Він посів 12 сходинку на Billboard 200 з продажем у 24,000 копій. 23 квітня 2011 року Сімпсон випустив сингл «On My Mind». 5 серпня 2011 року він виступав на телешоу The Today Show. 6 серпня 2011 року Сімпсон почав свій тур Coast to Coast Mall Tour в Лейк-Гров, штат Нью-Йорк, на підтримку другого міні-альбому. Він виступив дев'ять разів по всіх Сполучених Штатах і закінчив тур в Оранджі, штат Каліфорнія, 18 вересня 2011 року. 22 вересня було оголошено, що Коді Сімпсон найняв собі менеджера Джастіна Бібера — Скутера Брауна. У грудні 2011 року The Wish Factory випустила ляльку Коді Сімпсон в двох форматах.

### 2012–14:Paradise,Surfers ParadiseіТанці з зірками

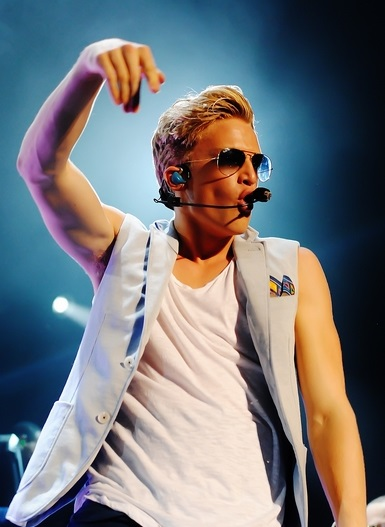
Виступ Сімпсона в Монреалі в 2013 році

12 червня 2012 року Сімпсон випустив міні-альбом під назвою Preview to Paradise, що містить чотири пісні з його дебютного студійного альбому Paradise, який був виданий 2 жовтня 2012 року. У лютому 2013 року, Сімпсон здійснив поїздку по Європі, в рамках свого туру, а також виступив на багатьох європейських концертах Джастіна Бібера в рамках його туру Believe Tour. Другий студійний альбом Сімпсона Surfers Paradise, який був виданий 16 липня 2013 року, є першим альбомом Сімпсон, який дебютував в топ-10 Billboard 200. Влітку 2013 року стартував концертний тур Сімпсон Paradise Tour, концерти якого розпочинали Раян Бітті та гурт Before You Exit. 19 листопада 2013 року Сімпсон випустив акустичний альбом під назвою The Acoustic Sessions, в який увійшли пісні «Pretty Brown Eyes», «All Day», «La Da Dee», «Wish U Were Here», і кавер-версія «Please Come Home for Christmas», записана акустично.
4 березня 2014 року, в ранковому шоу Good Morning America телеканалу ABC, було оголошено, що Сімпсон буде одним із учасників 18-го сезону американського телепроєкту Танці з зірками. Його партнеркою стала професійна танцюристка Вітні Карсон. Він вибув з шоу на 5-й тиждень конкурсу і посів 9-е місце.
З 30 червня 2014 року по 14 липня 2014 Сімпсон здійснив акустичний тур Європою разом зі співачкою Джексон Гарріс.
У серпні 2014 року Сімпсон оголосив, що він полишив лейбл Warner/Atlantic. Він повідомив, що причиною цього стали творчі розбіжності, і в результаті нині[коли?] не має контракту із жодним лейблом.

### Freeі гурт Coast House Band
У 2015 році черговий альбом Коді Сімсона Free мав бути виданий 23 червня 2015, проте, вихід був перенесений на 10 липня. Сімпсон виконав сингл «Flower» з нового альбому в ранковому шоу Good Morning America 6 лютого 2015 року. Це його перший альбом як самостійного артиста після відходу з Atlantic Records, та створення свого власного лейбла Coast House. Впродовж наступних декількох місяців він випустив п'ять пісень. Альбом був зпродюсований Сіско Адлером і включає пісні, написані в співпраці з G. Love і Донавоном Франкенрайтером. В записі альбому також взяв участь Джон Меєр. Коді виконав свою пісні «New Problems» на каналі NBC в шоу Today Show 13 липня 2015 року. 1 листопада 2015 було повідомлено, що Коді Сімпсон взяв довгострокову паузу в своїй сольної кар'єрі, щоб створити нову групу «Coast House Records» зі своїми близькими товаришами Корі Харпером, Адріаном Котою і Харі Матіном.

### Акторська діяльність
У 2015 році Сімпсон виконав головну роль в американському телевізійному ситкомі Місто хижачок, граючи Піта, студента середньої школи.

## Особисте життя
Сімпсон недовго зустрічався з моделями Джиджи Гадіт і Кайлі Дженнер.
У нього був короткий роман з Кайлі Дженнер в 2012 році, і тоді ж стався витік фото Сімпсона і Дженнер, які цілуються на даху. Проте, незабаром вони розлучилися. Потім, на початку 2013 року, він почав зустрічатися з моделлю Джиджи Гадіт, але в травні 2014 року вони, як повідомляється, розлучилися через їхні напружені графіки. В листопаді 2014 року вони знову почали зустрічатися і невдовзі святкували разом Новий рік в Дубаї. У 2014 і 2015 роках, Гадід з'явився у музичних відео на пісні Сімпсона «Surfboard» і «Flower» відповідно.
9 травня 2015 року з'явилися повідомлення, що Джиджи Гадіт і Коді Сімпсон знову розійшлись.

## Фільмографія
| Рік  | Назва                            | Роль              | Примітки                                                     |
| ---- | -------------------------------- | ----------------- | ------------------------------------------------------------ |
| 2011 | So Random!                       | Себе — Виконавець | Музичний гість, спів пісню «All Day»                         |
| 2011 | Зоряні пустощі                   | Себе              | Епізод «Walk the Prank», разом з Мітчелом Муссо і Зендаєю    |
| 2011 | N.B.T (Next Big Thing)           | Себе              | Запрошена зірка                                              |
| 2011 | Extreme Makeover: Home Edition   | Себе              | Епізод «The Walker Family»                                   |
| 2012 | Епічні пригоди Бакета і Скіннера | Себе — Виконавець | Епізод «Epic Break-up»                                       |
| 2012 | Finding Cody                     | Себе              | Головна роль                                                 |
| 2012 | Punk'd                           | Себе              | Потерпілий                                                   |
| 2012 | Figure It Out                    | Себе              | Учасник змагання                                             |
| 2012 | Cupcake Wars                     | Себе              | Гість/суддя                                                  |
| 2013 | Безглуздість                     | Себе              | Епізод «Cody Simpson», Сезон 3 Епізод 19                     |
| 2013 | AwesomenessTV                    | Себе              | Епізод «Zay Zay and Jo Jo's Halloween Tips», Гість господаря |
| 2014 | Instant Mom                      | Себе              | Епізод 14: «A Kids' Choice»                                  |
| 2014 | Танці з зірками                  | Себе              | Конкурсант 18-го сезону                                      |
| 2015 | One Crazy Cruise                 | Себе              |                                                              |
| 2015 | Місто хижачок                    | Піт               | Запрошена зірка 6-го сезону                                  |

## Дискографія
- Paradise (2012)
- Surfers Paradise (2013)
- Free (2015)

## Концертні тури

### Хедлайнер
- Welcome to Paradise Tour (2012)
- Paradise Tour (разом з Раяном Бітті та гуртами Before You Exit[en] і Plug in Stereo) (2013—2014)
- The Acoustic Sessions Tour (2014)

### Один з хедлайнерів
- Waiting 4U Tour (разом з Грейсоном Ченсом)

### Промо-тур
- Coast to Coast Mall Tour (2011)

### На розігріві
- Big Time Summer Tour[en] (тур гурту Big Time Rush) (2012)
- Believe Tour (тур Джастіна Бібера) (2013)

## Нагороди та номінації
| Рік  | Премія                                          | Номінація                                       | Результат |
| ---- | ----------------------------------------------- | ----------------------------------------------- | --------- |
| 2010 | Nickelodeon Australian Kids' Choice Awards 2010 | Fresh Aussie Musos                              | Перемога  |
| 2010 | Прорив року                                     | Прорив інтернет-сенсації                        | Перемога  |
| 2012 | Kids' Choice Awards 2012                        | Улюблена австралійська суперзірка               | Перемога  |
| 2013 | Kids’ Choice Awards                             | Улюблений австралійський вітчизняний виконавець | Перемога  |
| 2013 | Radio Disney Music Awards                       | Найкращий чоловік-виконавець                    | Номінація |
| 2013 | Radio Disney Music Awards                       | Best Crush Song                                 | Номінація |
| 2013 | Radio Disney Music Awards                       | Нестримні шанувальники                          | Номінація |
| 2013 | Молодий Голлівуд                                | Приклад для наслідування                        | Перемога  |
| 2013 | MTV Europe Music Awards                         | Найкращий австралійський виконавець             | Перемога  |
| 2013 | MTV Europe Music Awards                         | Найкращий міжнародний виконавець                | Номінація |
| 2013 | MTV Europe Music Awards                         | Найкращий новий виконавець                      | Номінація |
| 2013 | MTV Europe Music Awards                         | Найкращий виконавець Австралії і Нової Зеландії | Перемога  |
| 2014 | Kids' Choice Awards 2014                        | Улюблений австралійський вітчизняний виконавець | Перемога  |
| 2014 | Radio Disney Music Awards                       | Найкращий чоловік-виконавець                    | Номінація |
| 2014 | Radio Disney Music Awards                       | Пісня, яка змушує вас посміхатися               | Номінація |
| 2014 | World Music Awards                              | Найкращий в світі чоловік-виконавець            | Номінація |
| 2014 | Teen Choice Awards                              | Артист-відкриття                                | Номінація |
| 2014 | Oz Artist of the Year                           |                                                 | Номінація |
| 2015 | Huading Awards                                  | Міжнародний чоловік-виконавець                  | Перемога  |
| 2015 | GQ Men Of The Year Awards                       | Міжнародна сенсація                             | Перемога  |